# Stazione di Collevecchio-Poggio Sommavilla
Stazione di Collevecchio-Poggio Sommavilla vasútállomás Olaszországban, Collevecchio településen.

## Vasútvonalak
Az állomást az alábbi vasútvonalak érintik:
- Firenze–Róma-vasútvonal

## Kapcsolódó állomások
A vasútállomáshoz az alábbi állomások vannak a legközelebb:
- Stazione di Stimigliano (Stazione di Fiumicino Aeroporto, FL1)
- Stazione di Civita Castellana-Magliano (Stazione di Orte, FL1)